# Sa’ida
Sa’ida (arab. سعيدة) – miasto w północno-zachodniej Algierii, na Wyżynie Szottów, ośrodek administracyjny prowincji Sa’ida. Około 128 tys. mieszkańców.